# Earl’s Court (London Underground)

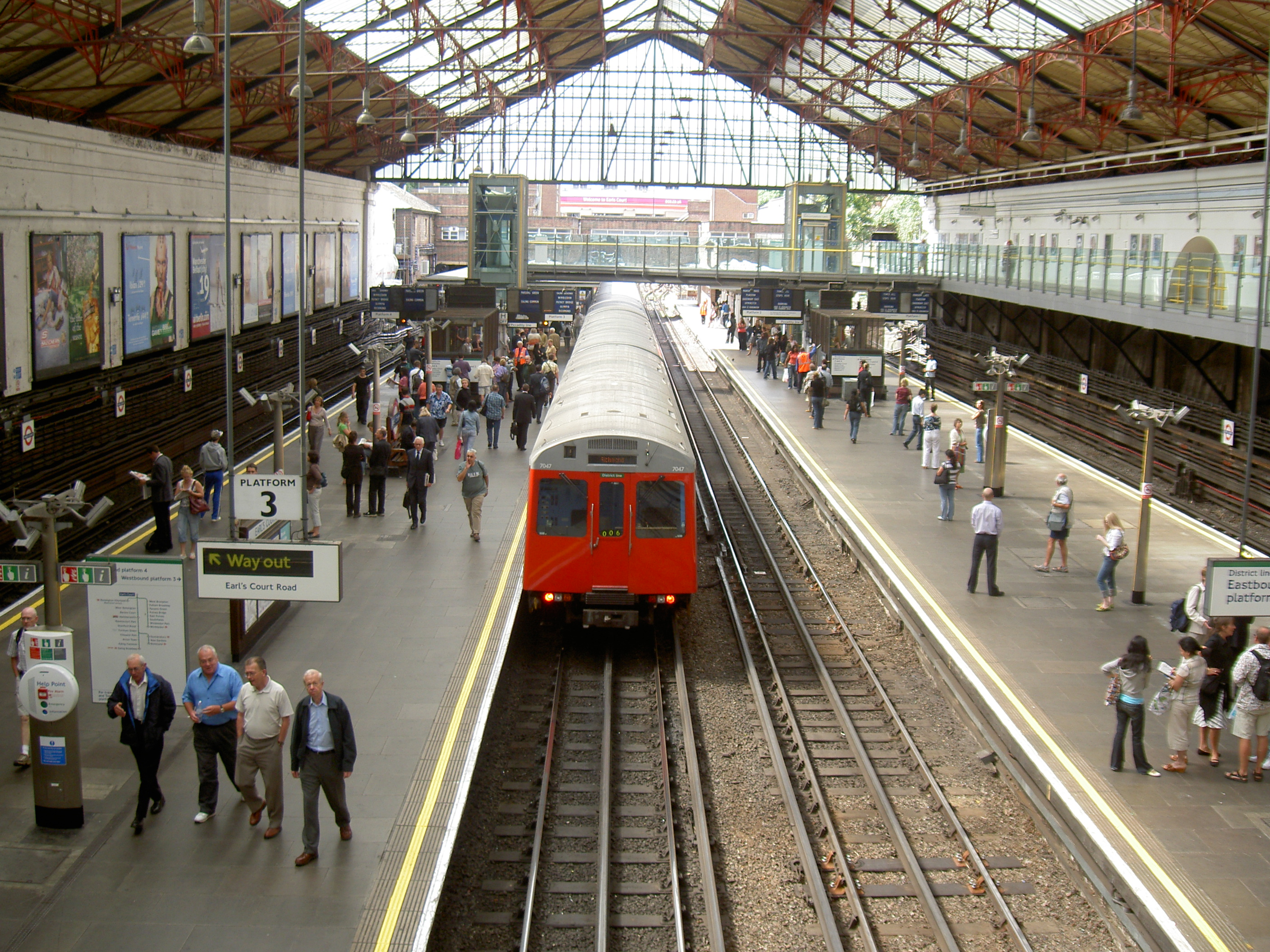
Bahnhofshalle mit den Richtungsbahnsteigen der District Line

Earl’s Court ist eine Station der London Underground im Stadtbezirk Royal Borough of Kensington and Chelsea. Sie liegt im Stadtteil Earls Court auf der Grenze der Tarifzonen 1 und 2. Im Jahr 2014 nutzten 22,01 Millionen Fahrgäste die Station.

## Anlage

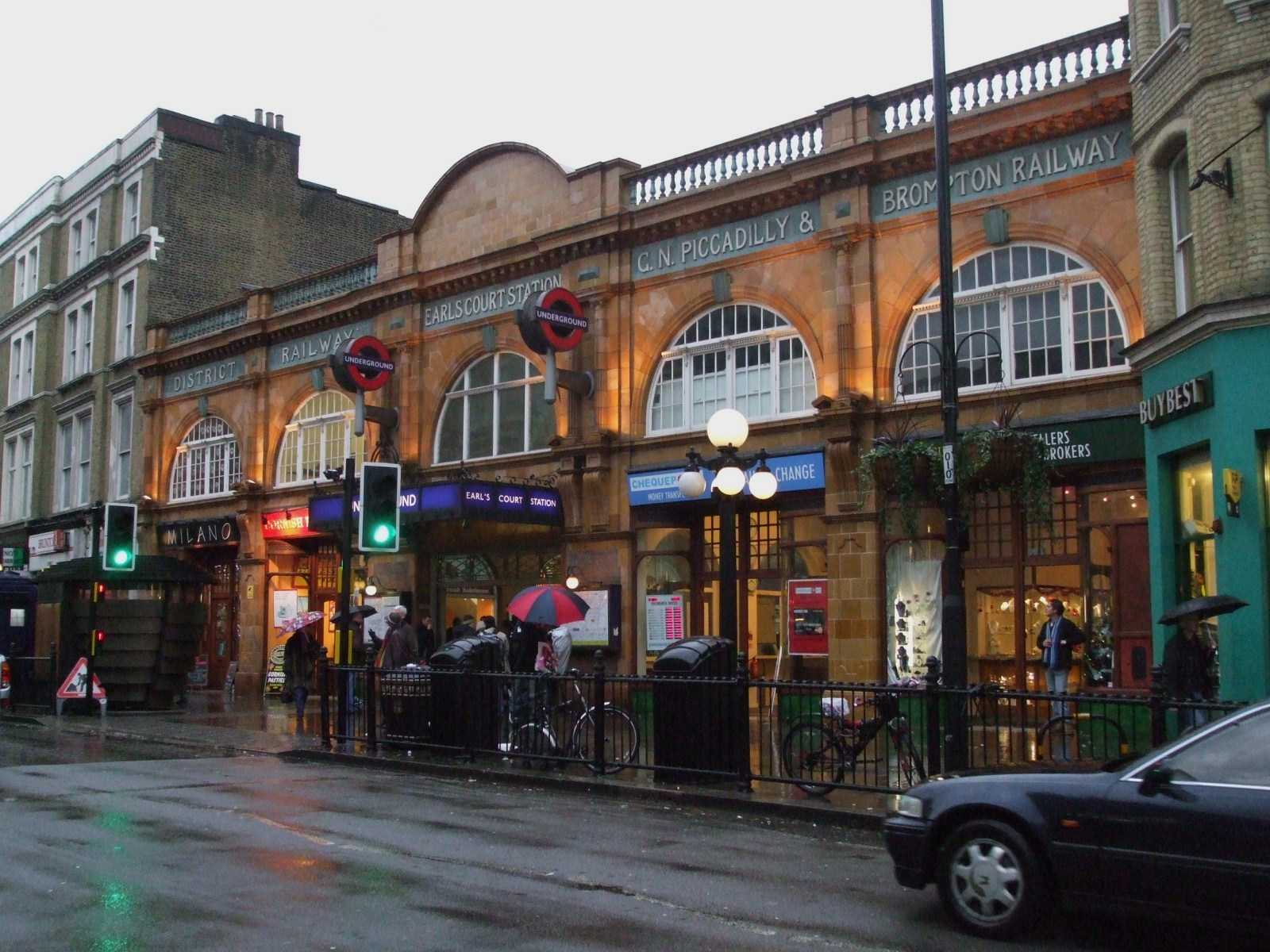
Eingang an der Earls Court Road

Die zwei Richtungsbahnsteige und vier Gleise der District Line liegen knapp unter der Erdoberfläche und werden durch ein imposantes Glasdach aus viktorianischer Zeit überspannt. In dieser Bahnhofshalle kreuzen sich die Ost-West- und die Nord-Süd-Hauptstrecke der District Line, außerdem beginnt hier die kurze Zweigstrecke nach Kensington (Olympia). Unterhalb des nördlichen District-Line-Bahnsteiges, verbunden durch Treppen und Aufzüge, befinden sich die Röhren-Bahnsteige der Piccadilly Line. Die von John Wolfe-Barry entworfene Station steht seit 1984 unter Denkmalschutz (Grade II).
Zwar wäre es theoretisch möglich, dass die Züge der District Line von allen benachbarten Stationen über Earl’s Court zu allen anderen Stationen verkehren, doch wird der Betrieb mit vier Verbindungen wie folgt vereinfacht: Kensington (Olympia) nach High Street Kensington, West Brompton nach High Street Kensington, West Brompton nach Gloucester Road und West Kensington nach Gloucester Road.

## Geschichte

### Vor 1900
Die Metropolitan District Railway (MDR), die Vorgängergesellschaft der District Line, eröffnete am 12. April 1869 die Strecke von der Gloucester Road nach West Brompton, wo Anschluss an die West London Extension Joint Railway (heutige West London Line) bestand. Es gab noch keine Zwischenstationen, die Gegend um Earl’s Court wurde ohne Halt durchfahren. Am 3. Juli 1871 nahm die MDR eine Verbindungsstrecke zum Inner Circle (heutige Circle Line) nach High Street Kensington in Betrieb. Kurz darauf eröffnete sie am 30. Oktober 1871 die Station Earl’s Court.

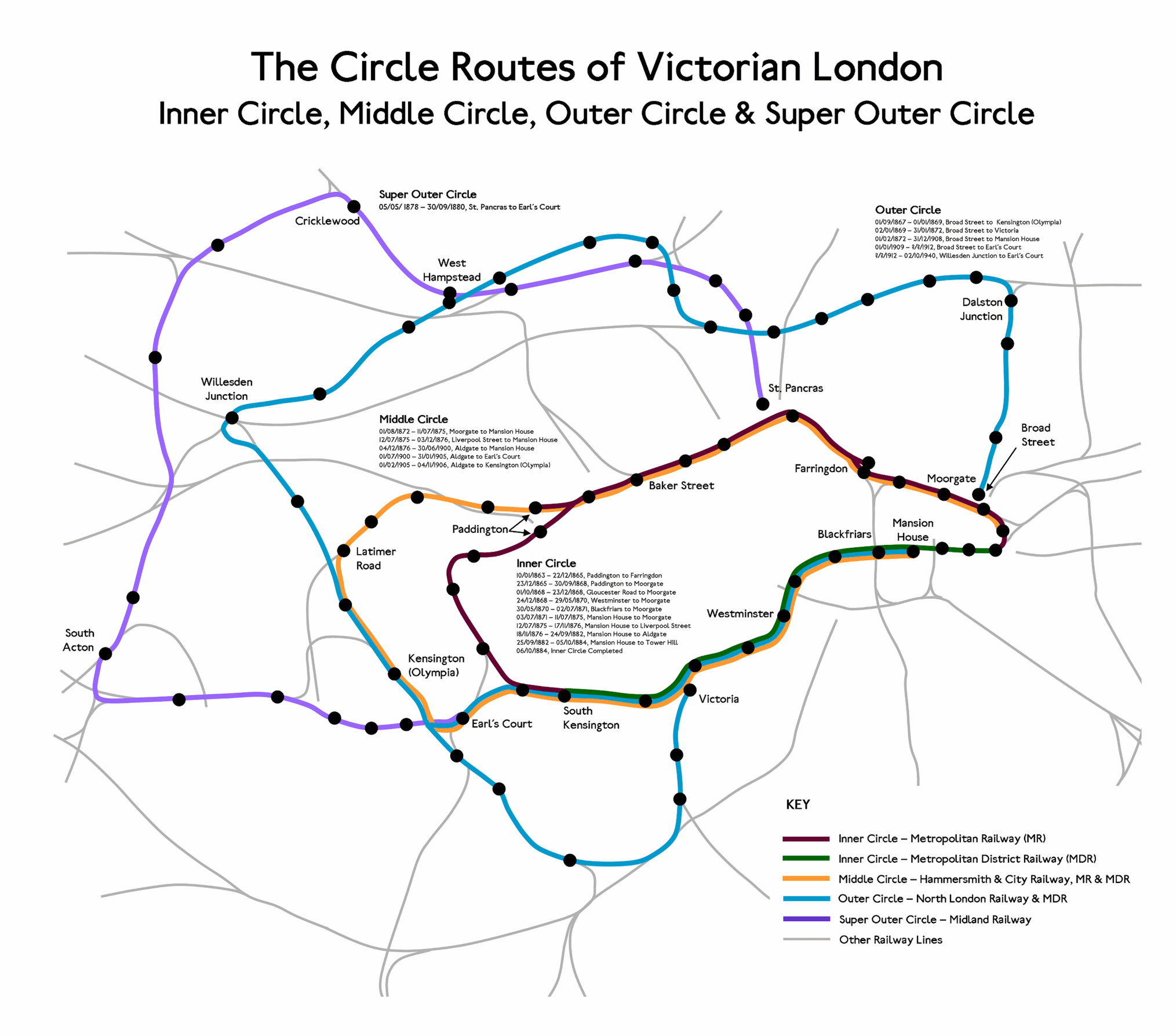
Die verschiedenen Circle Lines in viktorianischer Zeit

Die ursprüngliche Station lag östlich der Earls Court Road (anstatt wie heute westlich der Straße). Die MDR baute eine weitere Zweigstrecke zur Addison Road (heute Kensington (Olympia)) und nahm diese am 1. Februar 1872 in Betrieb. Über den nun bestehenden Outer Circle betrieb die North London Railway Vorortzüge auf der North London Line bis zum Bahnhof Broad Street in der City of London.
Ab dem 1. August 1872 betrieb die MDR zusammen mit der Hammersmith & City Railway (H&CR) den so genannten Middle Circle. Die Züge verkehrten von Moorgate aus über die Gleise der Metropolitan Railway (MR) im nördlichen Teil des Inner Circle nach Paddington, danach über die Gleise der H&CR nach Latimer Road, über eine mittlerweile abgerissene Verbindung zur Addison Road an der West London Line und schließlich über MDR-Gleise via Earl’s Court nach Mansion House.
Eine weitere Strecke wurde am 9. September 1874 eröffnet, auf der MDR-Züge von Earl’s Court aus in Richtung Westen nach Hammersmith verkehrten. Earl’s Court konnte nun aus fünf verschiedenen Richtungen angefahren werden. Allerdings lag die Station recht nahe bei einem Gleisdreieck, was zur Folge hatte, dass häufig Staus auftraten. Ein Feuer am 30. November 1875 beschädigte die Station. Diese wurde danach weiter westlich an ihrem heutigen Standort neu errichtet und am 1. Februar 1878 eröffnet. Gleichzeitig erhielten die östlichen Zulaufstrecken einen größeren Radius, womit dieser Flaschenhals beseitigt werden konnte.
Am 5. Mai 1878 führte die Midland Railway einen längeren Zuglauf namens Super Outer Circle ein. Die Route führte von St Pancras über Cricklewood und South Acton nach Earl’s Court. Die Züge verkehrten über eine heute stillgelegte Verbindung zwischen der North London Railway und dem Richmond-Ast der London and South Western Railway (heute Teil der District Line). Das Angebot war jedoch kein Erfolg und wurde am 30. September 1880 beendet.

### Nach 1900

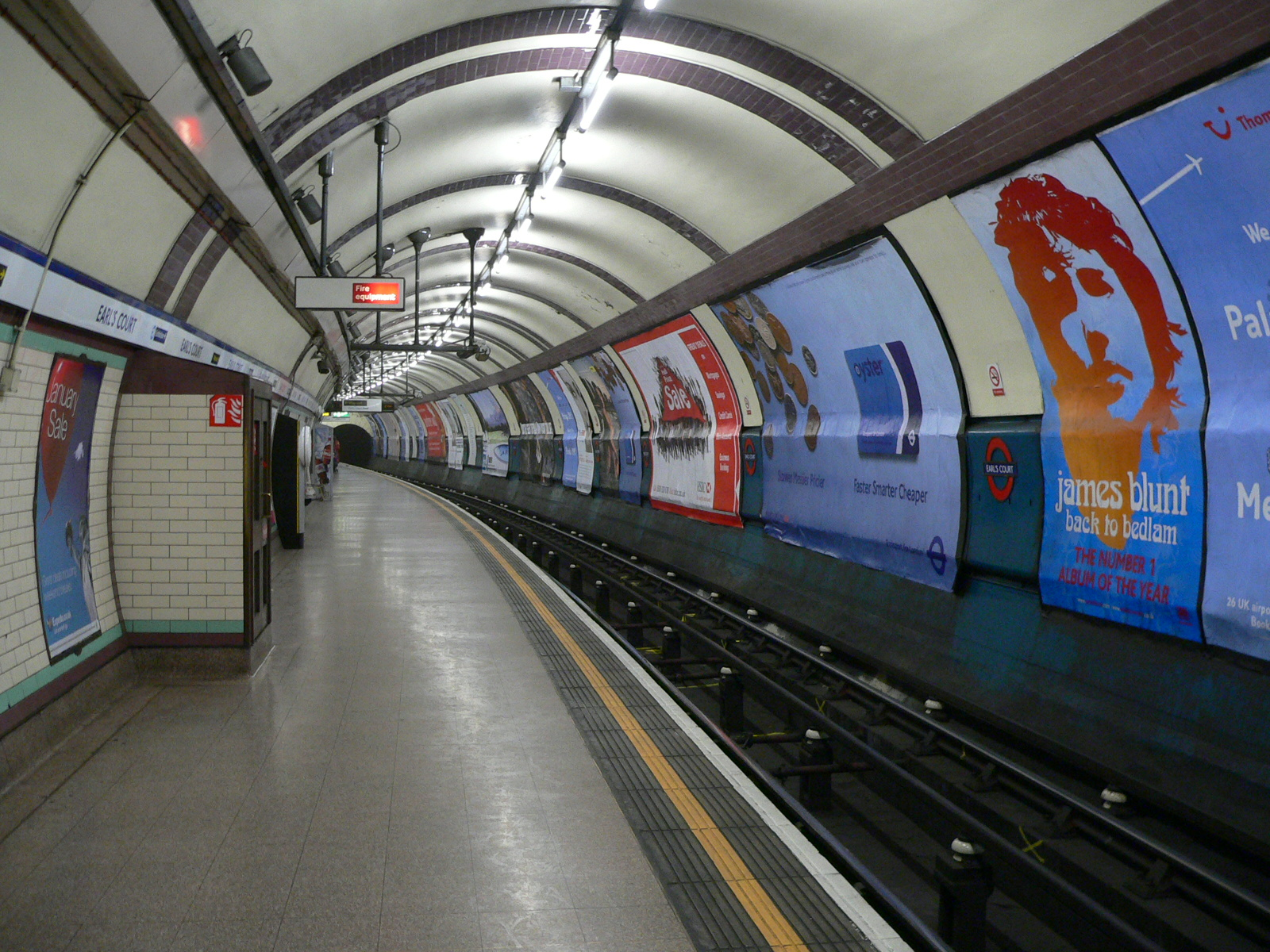
Röhren-Bahnsteig der Piccadilly Line

Zu Beginn des 20. Jahrhunderts bedrängte die Konkurrenz von Omnibussen und elektrischen Straßenbahnen die U-Bahn. Um die Wettbewerbsfähigkeit zu erhöhen, trieb die MDR die Elektrifizierung ihres Streckennetzes voran. Im Jahr 1900 bestand vom 21. Mai bis zum 6. November ein Testbetrieb zwischen Earl’s Court und High Street Kensington. Nach langwierigen Verhandlungen mit der MR über die Frage des Stromsystems wurde 1903 der erste elektrifizierte Abschnitt der MDR in Betrieb genommen. Die elektrischen Züge erreichten Earl’s Court erstmals am 1. Juli 1905.
Die Great Northern, Piccadilly and Brompton Railway, die Vorgängergesellschaft der Piccadilly Line, nahm am 15. Dezember 1906 den Betrieb auf der Strecke Hammersmith – Finsbury Park auf. Die Bahnsteige kamen direkt unter jene der District Line zu liegen, der Zugang erfolgte durch Aufzüge und Treppen.
Am 4. Oktober 1911 wurden in Earl’s Court die ersten Rolltreppen auf dem Netz der London Underground in Betrieb genommen. Die Fahrgäste waren der neuen Technologie gegenüber noch sehr skeptisch eingestellt. Aus diesem Grund beschloss das Unternehmen, einen Mann namens Bumper Harris anzustellen. Dieser hatte ein Holzbein und fuhr in der ersten Woche ununterbrochen rauf und runter. Dadurch konnten die Fahrgäste überzeugt werden, dass Rolltreppen völlig ungefährlich sind. In der Folge setzte sich die neue Technologie im gesamten Netz der Underground durch. 1915 entstand an der Earls Court Road ein neues Zugangsgebäude, ebenso 1936/1937 an der Warwick Road.
Vom 21. November 1997 bis zum 6. April 1998 waren die Bahnsteige der Piccadilly Line wegen Umbauarbeiten gesperrt. Das denkmalgeschützte Glasdach der Bahnhofshalle wurde ab Frühjahr 2007 restauriert. Die Halle war zu diesem Zweck im Inneren komplett eingerüstet.